# Интерлейкин 8
Интерлейкин 8 (ИЛ-8, IL-8, также хемокин с мотивом C-X-C лиганд 8, CXCL8) — это хемокин, продуцируемый макрофагами и другими типами клеток, такими как эпителиальные клетки, гладкомышечные клетки дыхательных путей и эндотелиальные клетки. Эндотелиальные клетки хранят IL-8 в своих внутриклеточных везикулах — тельцах Вейбеля — Палада.
У человека белок интерлейкина-8 кодируется геном CXCL8. Первоначально IL-8 синтезируется в виде предшественника пептида, состоящего из 99 аминокислот, который затем подвергается расщеплению с образованием нескольких активных изоформ IL-8. В культуре клеток основная форма, секретируемая макрофагами, представляет собой пептид из 72 аминокислот.
На поверхности клеточной мембраны существуют различные рецепторы, способные связывать IL-8. Наиболее изученными являются [[G-белки | G-белок-связанные серпантиновые рецепторы CXCR1 и CXCR2. Экспрессия и аффинность этих рецепторов к IL-8 различаются (CXCR1 > CXCR2). Через цепь биохимических реакций IL-8 секретируется и играет важную роль в иммунном ответе врождённой иммунной системы.

## Структура и функция
Интерлейкин-8 состоит из 72 аминокислот, молекулярная масса 8,8 кДа. Хемокины этого подсемейства содержат 4 цистеина, образующих 2 дисульфидные связи, формируя специфическую трёхмерную конфигурацию белка, необходимую для связывания с рецепторами интерлейкина-8.IL-8, также известный как моноцитарный нейтрофильный хемотаксический фактор (MDNCF), выполняет две основные функции. Он индуцирует хемотаксис у клеток-мишеней, в первую очередь у нейтрофилов, но также у других гранулоцитов, направляя их к месту инфекции. Кроме того, IL-8 стимулирует фагоцитоз после прибытия клеток. Также известно, что IL-8 является мощным промотором ангиогенеза.
В клетках-мишенях IL-8 индуцирует серию физиологических реакций, необходимых для миграции и фагоцитоза, включая повышение внутриклеточного уровня Ca2+, экзоцитоз (например, высвобождение гистамина) и окислительный взрыв.
IL-8 может секретироваться любыми клетками, имеющими толл-подобные рецепторы, которые участвуют в врождённом иммунном ответе. Было показано, что IL-8 является сигнатурным хемокином CR2+ наивных T-клеток, также известных как недавние тимические эмигранты.
Как правило, именно макрофаги первыми обнаруживают антиген и первыми высвобождают IL-8 для привлечения других клеток. Было показано, что как мономерные, так и гомодимерные формы IL-8 являются мощными индукторами хемокиновых рецепторов CXCR1 и CXCR2. Гомодимер обладает более высокой активностью, однако метилирование Leu25 может блокировать его действие.
IL-8 относится к CXC-хемокинам. Гены, кодирующие IL-8 и другие десять членов этого семейства, расположены в кластере на хромосоме 4q.
Другой ключевой функцией клеточной сигнализации, инициированной IL-8, является запуск окислительного взрыва. Этот процесс позволяет накапливать протеолитические ферменты и активные формы кислорода (ROS), которые необходимы для разрушения внеклеточного матрикса и базальной мембраны. ROS и повреждающие ферменты высвобождаются в составе секреторных гранул, наряду с интегринами. Высвобождение ROS и ферментов регулируется для минимизации повреждений тканей хозяина, но продолжается до прибытия в очаг инфекции, где они выполняют свою эффектную функцию.

## Хемотаксис нейтрофилов
IL-8 является основным цитокином, участвующим в привлечении нейтрофилов к месту повреждения или инфекции в процессе, известном как хемотаксис. Для успешного хемотаксиса нейтрофилов необходимо несколько факторов, включая увеличение экспрессии адгезионных молекул с высокой аффинностью, которые закрепляют нейтрофил на эндотелии вблизи пораженного участка (предотвращая его смывание в кровоток), а также способность нейтрофила расщеплять базальную мембрану и внеклеточный матрикс (ECM) для достижения очага поражения. IL-8 играет ключевую роль в индуцировании внутриклеточных сигнальных путей, необходимых для этих изменений.
Первоначально в месте инфекции происходит высвобождение гистамина, что вызывает вазодилатацию капилляров вблизи пораженной области, замедляя кровоток и способствуя приближению лейкоцитов, таких как нейтрофилы, к эндотелию, а не к центру просвета сосуда, где скорость кровотока максимальна. В этот момент формируются слабые взаимодействия между селектинами, экспрессируемыми на нейтрофилах и эндотелиальных клетках (экспрессия которых также усиливается под действием IL-8 и других цитокинов).
На поверхности нейтрофилов присутствуют L-селектины, а на эндотелиальных клетках экспрессируются P- и E-селектины. Это взаимодействие вызывает так называемую "катящуюся" фазу хемотаксиса.
Когда нейтрофил катится вдоль эндотелия, он контактирует с молекулой IL-8, экспрессируемой на его поверхности, что активирует внутриклеточный сигнальный каскад через рецептор, связанный с G-белком. Связывание IL-8 с рецепторами CXCR1/2 на нейтрофиле приводит к увеличению экспрессии интегрина LFA-1 (лимфоцитарного антигена, ассоциированного с функцией 1), который участвует в высокоаффинном связывании с рецепторами ICAM-1 (межклеточной адгезионной молекулы 1), экспрессируемыми на эндотелии.
Экспрессия и аффинность LFA-1 значительно увеличиваются для максимального связывания, что замедляет движение нейтрофила до полной остановки.

## Клетки-мишени
Хотя основными клетками-мишенями IL-8 являются нейтрофилы, на этот хемокин реагирует довольно широкий спектр клеток, включая эндотелиальные клетки, макрофаги, тучные клетки и кератиноциты. Хемоаттрактантная активность IL-8 в концентрациях, сходных с таковыми у позвоночных, была доказана у Тетрахимены (Tetrahymena pyriformis), что свидетельствует о филогенетически консервативной структуре и функции этого хемокина.

## Клиническое значение
Интерлейкин-8 является ключевым медиатором воспаления, играющим важную роль в привлечении нейтрофилов и их дегрануляции. Например, он был идентифицирован как провоспалительный медиатор при гингивите и псориазе.
Секреция IL-8 усиливается при окислительном стрессе, что приводит к привлечению воспалительных клеток и дополнительному увеличению медиаторов окислительного стресса, делая IL-8 важным параметром локализованного воспаления. IL-8 также был связан с ожирением.
IL-8 также участвует в развитии колоректального рака, действуя как аутокринный сигнал для клеток карциномы толстой кишки, а также способствуя делению и миграции клеток за счет расщепления молекул металлопротеиназ.
Высокий уровень IL-8 у беременной женщины увеличивает риск развития шизофрении у её ребенка.
Повышенные уровни IL-8 в спинномозговой жидкости были обнаружены у пациентов с шизофренией, биполярным расстройством, депрессией, расстройствами аутистического спектра, болезнью Паркинсона, деменцией и рассеянным склерозом.
IL-8 также играет важную роль в муковисцидозе, способствуя чрезмерной активации и дисфункции нейтрофилов в дыхательных путях, что приводит к высвобождению провоспалительных молекул и протеаз, вызывающих повреждение тканей легких.
Некоторые бензодиазепины обладают ингибирующими свойствами в отношении опосредованной аденозиновым рецептором A₂B секреции IL-8 в тучных клетках человека. В исследовании 2013 года диазепам, 4′-хлородиазепам и флунитразепам значительно подавляли продукцию IL-8, индуцированную NECA, в порядке убывания активности, тогда как клоназепам оказывал лишь умеренное ингибирующее действие.
Повышенный уровень IL-8 также наблюдался при бронхиолите, распространённом заболевании дыхательных путей, вызванном вирусной инфекцией.

## Модуляторы CXCL8
Производство и высвобождение CXCL8 (IL-8) могут регулироваться различными факторами, влияющими на его экспрессию и уровни. Ряд цитокинов и биохимических соединений выступают в качестве индукторов IL-8, включая IL-1α, IL-1β, IL-7, IL-17, IL-22, фактор некроза опухоли-альфа (TNF-α), гистамин, стромальный клеточный фактор 1 (SDF-1, CXCL12), липополисахариды (LPS), активные формы кислорода (ROS), кадмий (Cd), фитогемагглютинин (PHA), простагландин E2 (PGE2), полиинозиново-полицитидиловую кислоту (poly I:C), конканавалин A (ConA), хлорид натрия (NaCl), тромбин, третиноин (ATRA) и другие клеточные стрессоры.
Напротив, несколько цитокинов и соединений обладают способностью снижать уровень IL-8, включая IL-4, IL-10, IL-35, трансформирующий фактор роста-бета 1 (TGF-β1), интерферон-альфа (IFN-α), интерферон-бета (IFN-β), глюкокортикоиды, липоксины, витамин D, ингибиторы липоксигеназы (LOX), антцин K, танины, глицирризин и ацетилцистеин (NAC).
Влияние этих модуляторов на уровень IL-8 зависит от таких факторов, как их концентрация, продолжительность воздействия и конкретный тип клеток.

## Регуляция экспрессии CXCL8
Ген CXCL8 расположен на хромосоме 4q13-21 и состоит из четырех экзонов и трех интронов, имея уникальную структуру, аналогичную CAT- и TATA-мотивам. Проксимальный промоторный регион, содержащий около 200 нуклеотидов в 5′-фланкирующей области, играет ключевую роль в транскрипционной регуляции CXCL8. Примечательно, что эта область значительно отличается от регуляторных последовательностей других цитокинов и белков острой фазы.
В покоящихся клетках уровень экспрессии CXCL8 крайне низкий, что затрудняет его детекцию. Однако его продукция индуцируется множеством факторов и стрессоров, при этом транскрипционные факторы NF-κB и активаторный белок-1 (AP-1) играют ключевую роль в этом процессе. В результате индукции уровень CXCL8 может увеличиваться в 10-100 раз. IL-8 и другие провоспалительные цитокины образуют порочный круг с NF-κB, способствуя хроническому воспалению.
Кроме того, было установлено, что пути, ведущие к фосфорилированию рибосомного белка S6 (rpS6), могут усиливать синтез белка IL-8. Этот процесс регулируется AU-богатыми проксимальными последовательностями (APS), расположенными в 3'-нетранслируемой области (3' UTR) CXCL8 сразу после стоп-кодона. 3' UTR CXCL8 также содержит аденилат-уридилат-богатые элементы (AREs), ускоряющие деградацию мРНК.
МикроРНК-146a-5p (miR-146a-5p) подавляет экспрессию IL-8, ингибируя IRAK1 (интерлейкин-1-рецептор-ассоциированную киназу 1). Среди различных микроРНК (miRs) именно miR-146a-5p была идентифицирована как противовоспалительный регулятор, воздействующий на сигнальные молекулы в пути NF-κB.
Примечательно, что генетические полиморфизмы в гене CXCL8 могут влиять на его транскрипционную активность, изменяя продукцию IL-8 и потенциально способствуя различиям в подверженности заболеваниям, их прогрессированию и тяжести течения.